# Uomini violenti
Uomini violenti (The Violent Men) è un film western del 1955 girato in cinemascope e technicolor da Rudolph Maté.
È basato sul romanzo del 1954 Smoky Valley di Donald Hamilton.

## Trama
La trama si sviluppa sulla competizione tra gli allevatori e gli agricoltori che si contendono il territorio. Da un lato i Wilkinson spadroneggiano, essendo anche i primi arrivati, e inducono gli agricoltori e gli altri allevatori a cedere le loro terre anche attraverso il ricatto e l'assassinio; dall'altro l'ex capitano dell'esercito nordista John Parrish che dopo aver cercato in tutti i modi di trovare una soluzione pacifica tra le parti è costretto a scendere in campo con la forza e l'astuzia contro i prepotenti e le autorità del posto. Il conflitto mette in luce una serie di tradimenti nella fazione dei Wilkinson con un finale a sorpresa.     

## Produzione
Il film, diretto da Rudolph Maté su una sceneggiatura di Harry Kleiner e un soggetto di Donald Hamilton (autore del romanzo), fu prodotto da Lewis J. Rachmil per la Columbia Pictures e girato nelle Alabama Hills a Lone Pine, nel Columbia/Warner Bros. Ranch a Burbank e negli studios di Old Tucson a Tucson, Arizona, dal 12 aprile al 15 maggio 1954.

### Distribuzione
Il film fu distribuito con il titolo The Violent Men negli Stati Uniti nel Gennaio 1955 dalla Columbia Pictures.
Altre distribuzioni:
- in Giappone il 20 febbraio 1955
- in Belgio il 15 aprile 1955 (De geweldenaars) (Le souffle de la violence)
- in Germania Ovest il 22 aprile 1955 (Rauhe Gesellen)
- in Francia il 17 giugno 1955 (Le souffle de la violence)
- in Svezia il 18 luglio 1955 (Våldets män)
- in Austria nell'agosto del 1955 (Rauhe Gesellen)
- in Finlandia il 26 agosto 1955 (Liekehtivä erämaa)
- in Portogallo il 12 gennaio 1956 (Homens Violentos)
- in Danimarca il 24 gennaio 1958 (Vestens vilde mænd)
- in Argentina (Los malos)
- in Brasile (Um Pecado em Cada Alma)
- in Cile (Los malos)
- in Spagna (Hombres violentos)
- nel Regno Unito (Rough Company)
- in Grecia (Oi tromokrates)
- in Grecia (Viaioi andres)
- in Italia (Uomini violenti)

## Critica
Secondo il Morandini è un "dramma d'azione che fa pensare a un film gangster travestito da western".

## Slogan
La tagline è: VOLCANIC! VALIANT! VICIOUS! Violence and Passion the Screen Has Seldom Seen!.